# 北浜出口

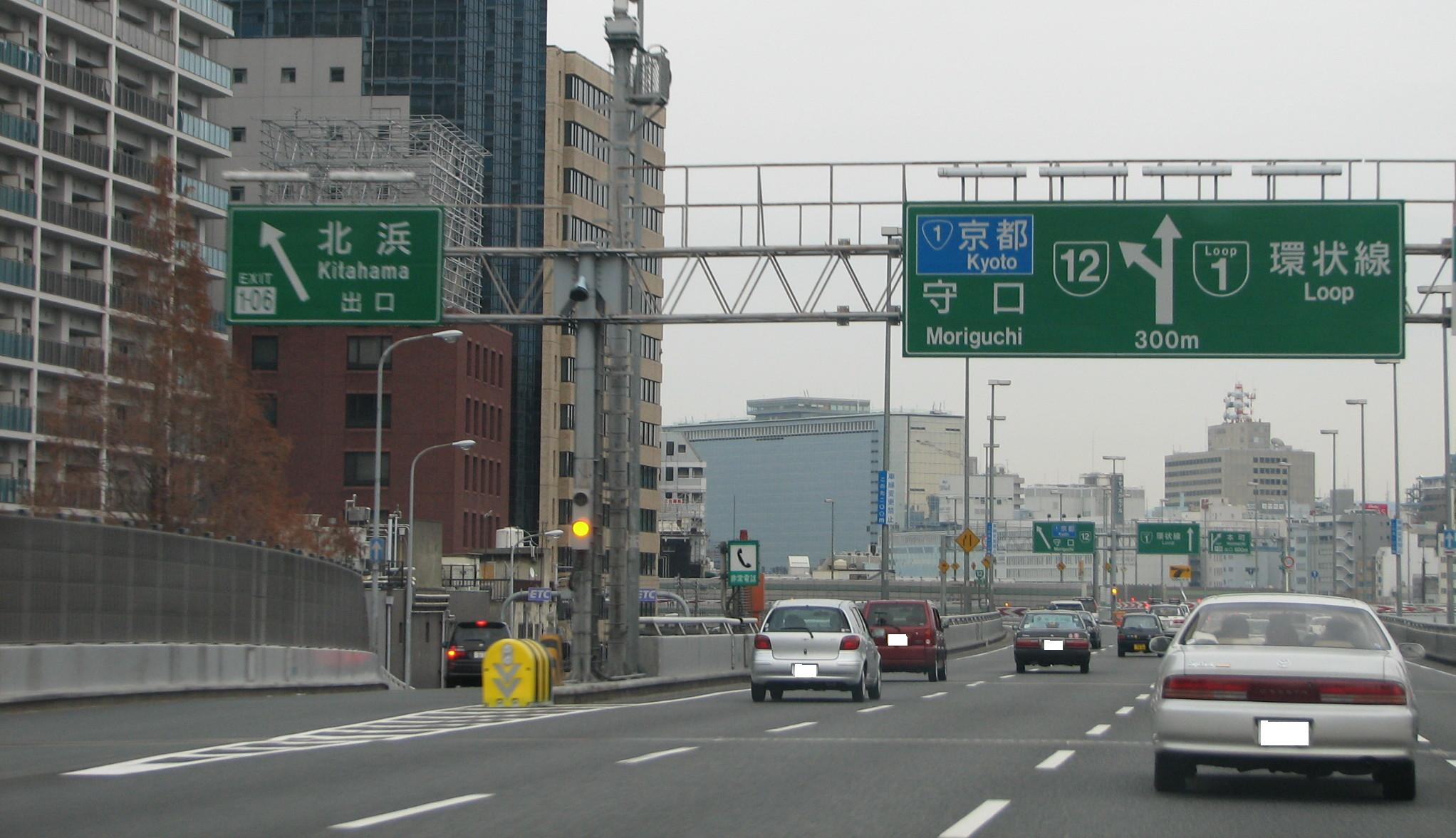
北浜出口の案内板

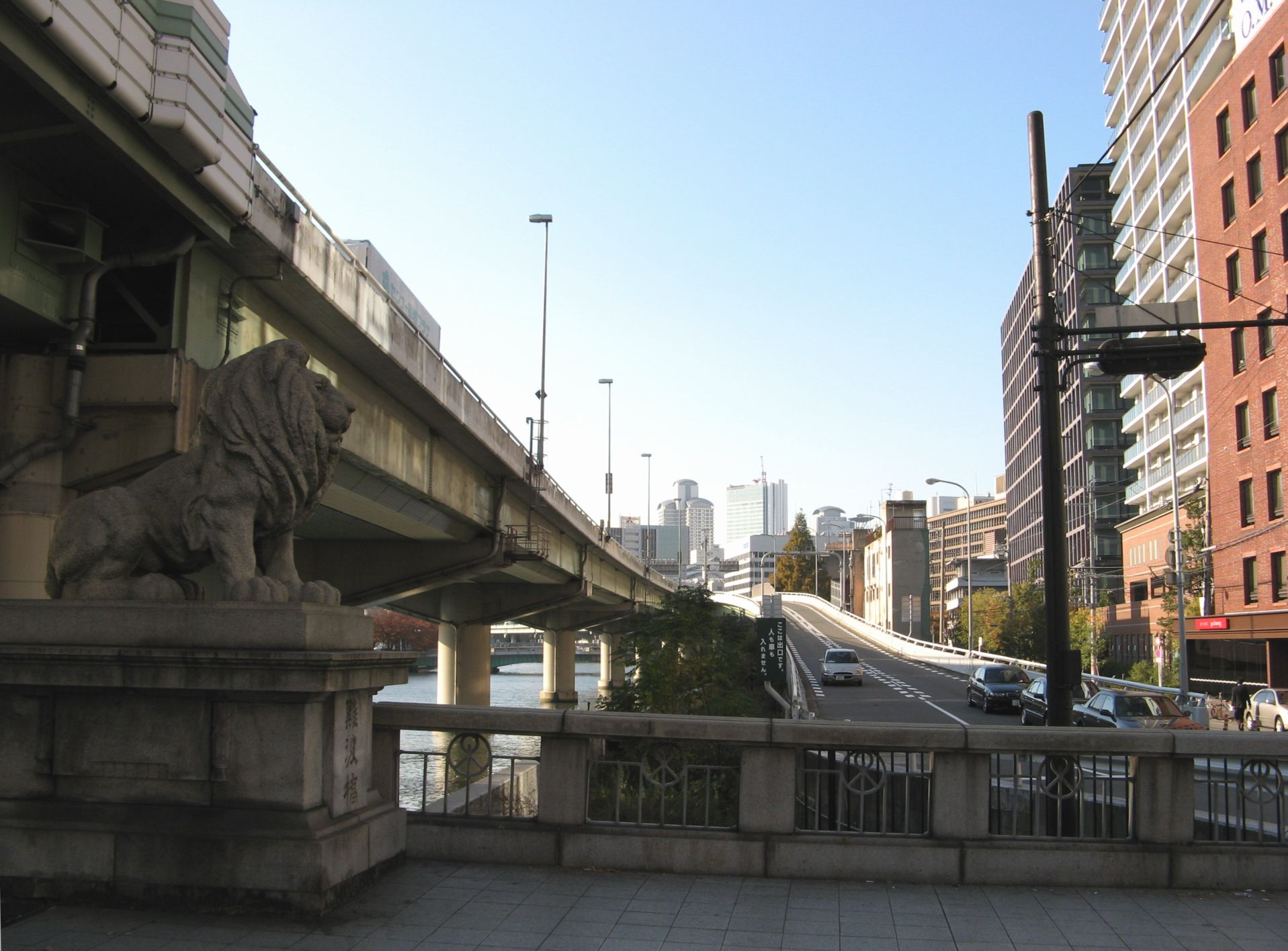
難波橋上から西望

北浜出口（きたはまでぐち）は、大阪府大阪市北区にある、阪神高速道路1号環状線の出口。出口のみのハーフICである。新御堂筋、中之島方面への最寄出口の一つ。
北浜出口という名称だが西天満に位置しており、中之島を挟んで南側に位置する北浜へのアクセスは、難波橋と栴檀木橋がどちらも北行き一方通行である点もあいまって、あまり良くない。
出路末端の難波橋北詰交差点の信号が原因で昼間を中心に渋滞が頻発する。また、無理な車線変更を避けて安全な分岐をするための迂回路の役割もある環状線だが、直前で阪神高速11号池田線と堂島入口からの合流が連続する北浜出口だけは、環状線からでは短区間での車線変更が強いられる出口となっている。

## 連絡する道路
- 堺筋（大阪府道102号恵美須南森町線）

## 周辺
- 京阪本線
- 中之島公園
- 扇町バイパス

## 隣
阪神高速1号環状線
(1-05)堂島入口 - (1-06)北浜出口 - 天神橋JCT - (1-07)高麗橋入口